# Friedrich Schultze
Friedrich Schultze (ur. 12 sierpnia 1848 w Rathenow, zm. 14 października 1934 w Bonn) – niemiecki lekarz neurolog.
W 1871 roku w Heidelbergu został doktorem medycyny, następnie spędził kilka lat jako asystent Nikolausa Friedreicha. W 1876 uzyskał habilitację, a w 1880 został mianowany profesorem nadzwyczajnym na Uniwersytecie w Heidelbergu. W 1887 otrzymał katedrę na Uniwersytecie w Dorpacie. W 1888 został profesorem i dyrektorem Kliniki Medycznej i Polikliniki Uniwersytetu w Bonn, gdzie pozostał aż do przejścia na emeryturę w 1918 r. W latach 1908/09 pełnił funkcję rektora uczelni. 
Schultze pamiętany jest za swoje prace neuropatologiczne i neuroanatomiczne. Przypisuje mu się pierwszy opis (w 1884 roku) choroby, nazwanej później chorobą Charcota-Mariego-Tootha. Przedstawił też jeden z pierwszych opisów akroparestezji. W 1891 roku razem z Wilhelmem Heinrichem Erbem i Adolphem Strümpllem założył czasopismo "Deutsche Zeitschrift für Nervenheilkunde".